# Supermarine Attacker
Le Supermarine Attacker est un monoplace de chasse embarqué britannique. Il fut le premier appareil à réaction de la Fleet Air Arm (l'aviation navale britannique).

## Conception
L'Attacker est issu du projet de chasseur à réaction de la Royal Air Force E.10/44. Ce projet a été lancé pour assurer l'intérim au sein de la RAF en attendant que le Gloster E.1/44 (en), devant être une amélioration du Gloster Meteor, soit développé. Les deux projets furent rejetés par la RAF et opta finalement pour une nouvelle commande de Gloster Meteor et de de Havilland Vampire, les premiers chasseurs à réaction de la RAF. En réponse, Supermarine offrit de développer une version navalisée de son projet à l'Amirauté. Le prototype de l'Attacker, désigné prototype 392, effectua son premier vol le 27 juillet 1946 aux mains du pilote d'essais Jeffrey Quill.
Le design de l'Attacker reprenait les ailes droites à écoulement laminaire du Supermarine Spiteful, un chasseur à moteur à piston censé remplacer les Spitfire, d'ailleurs l'Attacker fut au début surnommé « Jet-Spiteful » en français : « Le Spiteful à réaction ». L'Attacker souffrait d'un certain nombre de défauts qui le firent rapidement remplacer. L'un d'eux était dû au fait qu'il avait conservé la roulette de queue du Spiteful en raison de l'étendue de la re-définition des ailes nécessaire pour passer d'une configuration classique à une configuration tricycle. Ceci rendit l'appontage sur porte-avions beaucoup plus difficile. Cette même configuration faisait que durant les opérations à partir de terrains enherbés les gaz d'échappement brulants créaient un long sillon dans le sol « aussi large que trois hommes ».
Le premier prototype navalisé vola le 17 juin 1947 aux mains du pilote d'essais Mike Lithgow. La commande des appareils par la Fleet Air Arm fut passée en novembre 1949. Le premier appareil de série à prendre l'air fut un F.1 en 1950 et il entra en service le 22 août 1951 au sein du 800 Naval Air Squadron. L'armement de la variante F.1 consistait en quatre canons de 20 mm Hispano MkV avec 125 coups chacun. Il était propulsé par un turboréacteur Rolls-Royce Nene Mk.101.

## Carrière opérationnelle
L'Attacker eu un brève carrière dans la Fleet Air Arm, durant laquelle il ne participa à aucun évènement, il fut retiré du service en première ligne en 1954. Il resta alors en service au sein du Royal Naval Volunteer Reserve (RNVR) jusqu'en décembre 1957 mais là non plus il ne participa à aucun engagement le gouvernement ne souhaitant pas engager des réserviste durant les opérations sur Suez. L'Attacker fut remplacé par les plus efficaces Hawker Sea Hawk et de Havilland Sea Venom. Entre 1952 et 1953, 36 appareils furent vendus à l'armée de l'air pakistanaise où ils servirent jusqu'en janvier 1960, ils y furent utilisés en combat lors de différents accrochages avec les appareils indiens.

## Variantes
Outre la version originale F.1 deux versions supplémentaires furent conçues pour la Fleet Air Arm. La version FB.1 était un chasseur-bombardier apportant des capacités d'attaque au sol par rapport à la version F.1. La dernière version FB.2 vit apparaître une nouvelle version du moteur Rolls-Royce Nene et des modifications structurales. Sur les versions « chasseur-bombardier », l'Attacker était équipé de huit points d'emport sous les ailes et pouvait emporter deux bombes de 454 kg ou huit roquettes. Plus de 100 Attacker furent construits pour la Fleet Air Arm.

## Utilisateurs
- Pakistan
  - Armée de l'air pakistanaise (AAP)
- Royaume-Uni
  - Fleet Air Arm (FAA)
  - Royal Naval Volunteer Reserve (RNVR)

## Appareil sauvegardé

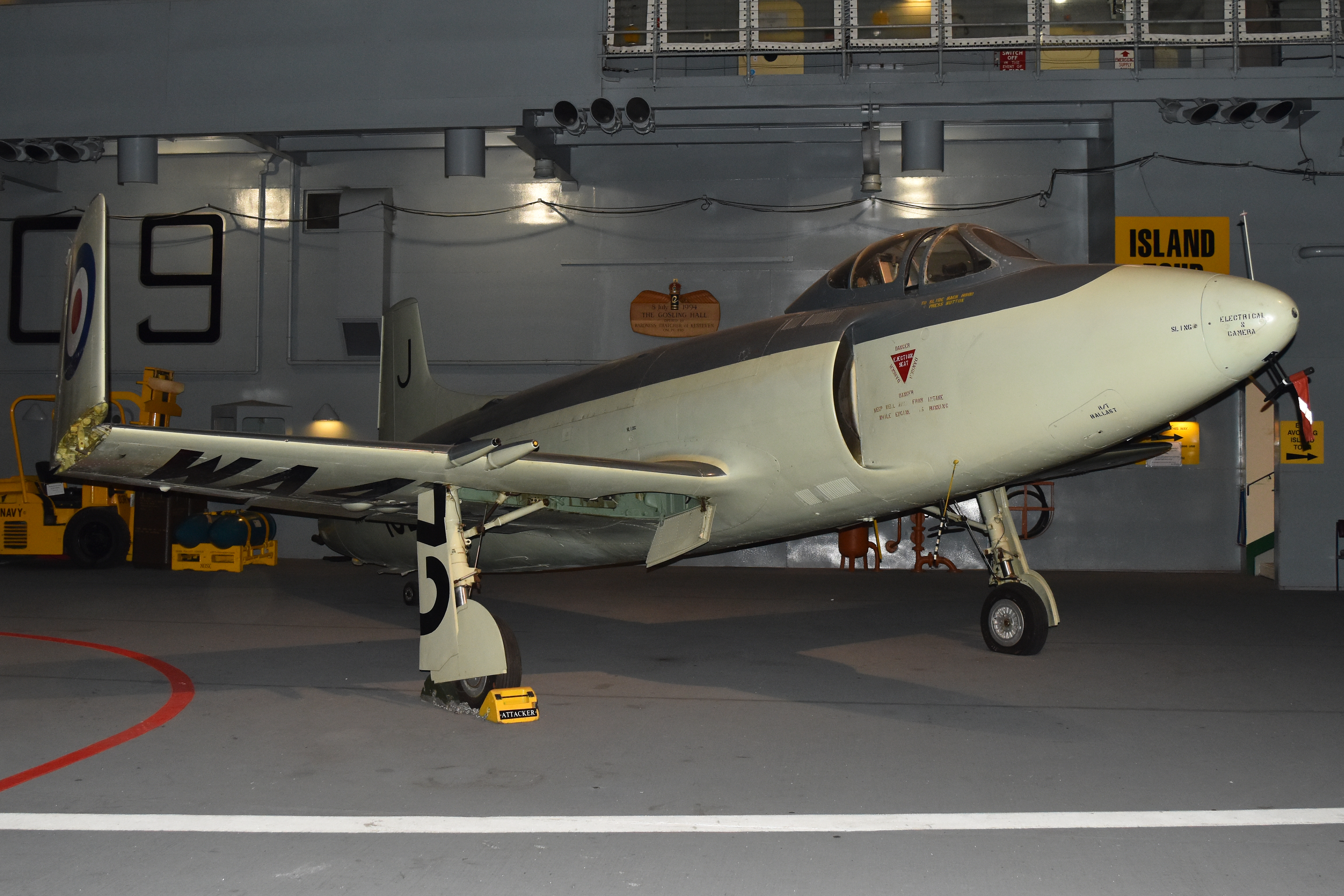
Supemarine Attacker F.1 ‘WA473 J-102’ au Fleet Air Arm Museum de la base aéronavale de Yeovilton, Somerset

Après son retrait du service, l'Attacker WA473 a été préservé au musée de la Fleet Air Arm Museum (en) de la Royal Naval Air Station Yeovilton dans le comté de Somerset (Royaume-Uni).